# Las Plassas
Las Plassas (Is Pratzas in sardo) è un comune italiano di 208 abitanti della provincia del Medio Campidano.

## Geografia fisica

### Territorio
Sorge nella regione storica della Marmilla, nel fondovalle del corso del Flumini Mannu, e, insieme a Baradili, Nureci, Setzu e Bidonì, è uno dei comuni più piccoli della Sardegna.

## Storia
Il paese ha origini antiche, il suo territorio venne popolato fin dalle epoche preistoriche. In epoca romana venne a far parte del territorio della Colonia Augusta Uselis e vi venne edificato un maestoso tempio a Giove da parte dei suoi abitanti, chiamati allora Uneritani ; lo testimonia un'epigrafe attualmente esposta presso il MudA (Museo comunale multimediale del Regno di Arborea).
Nel medioevo il villaggio fece parte della curadorìa di Marmilla (circoscrizione amministrativa medievale) nel giudicato di Arborea e nel suo territorio venne edificato un castello che faceva parte della cortina meridionale del regno arborense.
Le vicende trecentesche di questo villaggio e del castello sono raccontante in maniera avvincente ed immersiva nelle sale del MudA, Museo multimediale del regno d'Arborea.
A partire dal 1410, con la caduta del giudicato, il suo territorio venne conquistato dagli aragonesi e venne a far parte del Regno di Sardegna e dal 1420 venne infeudato prima ai de Montcada, poi ai Royg; nel 1477 passò ai Besalù, sotto i quali venne costituito in Baronìa di Las Plassas. Nel 1541 venne acquistato da Açor Zapata con diploma di Carlo V firmato a Ratisbona il 6 maggio 1541 (Archivio di Casa Zapata, d.f.1).
Don Açor II Zapata Montpalau, primo barone di Las Plassas, già maggiore del porto di Iglesias, alcalde del castello di Cagliari, cavaliere di Calatrava, ambasciatore dello Stamento Militare al re Filippo II di Spagna nel 1560. La baronia comprendeva il castello, i cui ruderi sono ancora oggi visibili, e le ville annesse: Barumini, dove sorge il Museo Casa Zapata, e Villanovafranca. Da allora la famiglia Zapata (che si era altresì imparentata con gli Ingarao ed aveva assunto il nome del paese come predicato nobiliare, divenendo Ingarao Zapata di Las Plassas) mantenne il feudo fino al 1839, quando venne riscattato con l'abolizione del sistema feudale voluto dai Savoia. La famiglia Zapata dimorò in Sardegna fino alla fine del XX secolo.

### Simboli
Lo stemma e il gonfalone del Comune di Las Plassas sono stati concessi con decreto del presidente della Repubblica del 18 aprile 2006.
(D.P.R. 18.04.2006)
Nello stemma sono rappresentati il castello di Las Plassas e l'albero arborense, simbolo storico del Giudicato di Arborea ed oggi della provincia di Oristano.
Il gonfalone è un drappo di bianco.

## Monumenti e luoghi d'interesse

### Architetture religiose
- Chiesa campestre di Santa Maria risalente al XIV secolo (ma forse eretta su un sito precedente) con pozzo nuragico all'interno.
- Chiesa di Santa Maria Maddalena, iniziata nella seconda metà XVI secolo (forse costruita su un precedente impianto) e terminata agli inizi del XVIII, possiede un piccolo campanile a vela (con una campana della fine del Cinquecento[13]) e una navata centrale a croce latina sormontata da una grande cupola, bellissima nell'armonia degli spazi e della luce che abbraccia il visitatore incuriosito, o il fedele che partecipa devoto alla messa domenicale.

### Architetture civili
- Centro storico all'interno del paese in fase di restauro.

### Architetture militari
- Castello di Las Plassas o di Marmilla che ha dato il nome al territorio circostante, svetta da una collina conica a forma di mammella "Mramidda" in lingua sarda. Edificato prima del XII secolo come roccaforte di confine per il controllo del territorio nel Regno di Arborea, rimase in funzione fino alla fine del XV secolo. Oggi rimangono tre lati di una torre a nord, una torre a sud e un raccordo tra le torri occidentali. Il perimetro della fortezza appariva come una nave con prua e cassero. Il castello è visitabile con l'ausilio di un'audioguida che accompagna il visitatore dal museo "MudA" alla piazza d'armi del maniero medievale[22]. I reperti rinvenuti nelle campagne di scavo degli ultimi anni[23] sono esposti nel percorso del MudA.

### Siti archeologici
- Tomba dei giganti, in località Mesedas, risalente al XIX secolo a.C.
- Nuraghe s'Uraxi, pentalobato, ancora seminascosto del 2000 a.C. circa.
- Altri nuraghi semplici sono quelli di Mariga, Etzi, Bruncu 'e Forru e quello del Castello di Las Plassas.

## Società

### Evoluzione demografica
Abitanti censiti

### Etnie e minoranze straniere
Secondo i dati ISTAT al 31 dicembre 2010 la popolazione straniera residente era di 4 persone. Le nazionalità maggiormente rappresentate in base alla loro percentuale sul totale della popolazione residente erano:
Marocco 3 1,13%

### Lingue e dialetti
La variante del sardo parlata a Las Plassas è il campidanese occidentale.

## Cultura

### Musei
- MudA - Museo multimediale del regno d'Arborea
- Museo della Sardegna Medievale Assa Sardisca presso Domu Sardisca Sede dell'Associazione Storica Medievale Sardisca.

### Eventi

#### Manifestazioni
- 22 luglio festa della patrona Santa Maria Maddalena
- 20 gennaio (San Sebastiano) con il falò che si accende la sera della vigilia.
- 8 settembre, natività di Maria Vergine.

## Amministrazione
| Periodo         | Periodo         | Primo cittadino  | Partito                              | Carica                    | Note           |
| --------------- | --------------- | ---------------- | ------------------------------------ | ------------------------- | -------------- |
| 23 aprile 1995  | 16 aprile 2000  | Oscar Cancedda   | lista civica "Sa Roda"               | sindaco                   | [ 26 ]         |
| 16 aprile 2000  | 8 maggio 2005   | Alessandro Melis | lista civica "Unità Popolare"        | sindaco                   | [ 27 ]         |
| 8 maggio 2005   | 30 maggio 2010  | Paolo Melis      | lista civica "Sa Roda"               | sindaco                   | [ 28 ]         |
| 30 maggio 2010  | 15 maggio 2011  |                  |                                      | commissario straordinario | Elezione nulla |
| 15 maggio 2011  | 5 giugno 2016   | Paolo Melis      | lista civica "Sa Roda"               | sindaco                   | [ 30 ]         |
| 5 giugno 2016   | 11 ottobre 2021 | Ernesto Nocco    | lista civica "Impari pro Is Pratzas" | sindaco                   | [ 31 ]         |
| 11 ottobre 2021 | in carica       | Andrea Lampis    | lista civica "Impari po' Is Pratzas" | Sindaco                   | [ 32 ]         |